# Conus speciosus
Conus speciosus é uma espécie de gastrópode do gênero Conus, pertencente a família Conidae.